# Winter-Paralympics 2018/Teilnehmer (Dänemark)
| stlisierte Goldmedaille | stlisierte Silbermedaille | stlisierte Bronzemedaille |
| ----------------------- | ------------------------- | ------------------------- |
| —                       | —                         | —                         |

Dänemark hat bei den Winter-Paralympics 2018 in Pyeongchang einen Athleten an den Start geschickt.

## Sportarten

### Snowboard
| Athlet                  | Klasse | Wettbewerb      | Lauf 1        | Lauf 1        | Lauf 2        | Lauf 2          | Lauf 3        | Lauf 3        | Gesamt  | Gesamt |
| Athlet                  | Klasse | Wettbewerb      | Zeit          | Rang          | Zeit          | Rang            | Zeit          | Rang          | Zeit    | Rang   |
| Männer                  | Männer | Männer          | Männer        | Männer        | Männer        | Männer          | Männer        | Männer        | Männer  | Männer |
| ----------------------- | ------ | --------------- | ------------- | ------------- | ------------- | --------------- | ------------- | ------------- | ------- | ------ |
| Daniel Wagner Jørgensen | SB-LL1 | Banked Slalom   | 1:07,24       | 8             | 1:12,11       | 9               | 1:08,32       | 6             | 1:07,24 | 9      |
| Daniel Wagner Jørgensen | SB-LL1 |                 | Qualifikation | Qualifikation | 1. Runde      | Viertelfinale   | Halbfinale    | Finale        | Rang    | Rang   |
| Daniel Wagner Jørgensen | SB-LL1 | Snowboard Cross | 1:11,78       | 8             | Moen gewonnen | Elliot verloren | ausgeschieden | ausgeschieden | 8       | 8      |